# 深沢村 (新潟県)
深沢村（ふかさわむら）は、かつて新潟県三島郡にあった村。

## 沿革
- 1889年（明治22年）4月1日 - 町村制施行に伴い三島郡深沢村、親沢村が合併し、深沢村が成立。
- 1901年（明治34年）11月1日 - 三島郡才津村、大島村と合併し、深才村となり消滅。